# Большой советский атлас мира
«Большо́й сове́тский а́тлас ми́ра» (сокращённо БСАМ, 1937—1940) — крупное комплексное картографическое издание в двух томах. Издан согласно решению ЦИК и СНК СССР от 17 декабря 1933 года.
Первый том (1937) издан со вступлением, содержит физические, экономические и политические карты мира (83 с.) и карты СССР (85 с.). Во второй том (1939) вошли обзорные экономические карты отдельных республик и областей СССР, а также карты по истории гражданской войны. Отдельным приложением к атласу был издан «Указатель географических названий первого тома» (1940).
В «Большой советский атлас мира» включены карты финансовой зависимости стран капиталистического мира, карты рынков сбыта и рынков сырья, особая мировая карта путей сообщения с отображением финансовой принадлежности железных дорог и морских пароходных линий. Были составлены карты промышленности России на 1913 г. и СССР на 1935 г., что показывало достигнутые успехи в области индустриализации.
При составлении карт атласа удачно использованы разнообразные способы картографического изображения, а также их комбинирование. Рельеф в «БСАМ» воспроизводился гипсометрическим методом (в отличие от других всемирных атласов) в единой шкале высот. Все карты «БСАМ» являлись оригинальными произведениями, в разработке которых принимали участие основные географические учреждения СССР и выдающиеся советские учёные. Издание «Большого советского атласа мира» оказало существенное влияние на дальнейшее развитие экономической картографии.